# Anastasia Dețiuc
Anastasia Dețiuc, née le 14 décembre 1998 en Moldavie, est une joueuse tchèque de tennis.

## Carrière professionnelle
Anastasia Dețiuc a débuté sur le circuit professionnel en 2017.
En octobre 2022, elle gagne son premier titre WTA en double lors du tournoi WTA 250 de Parme avec sa compatriote Miriam Kolodziejová.

## Palmarès

### Titre en double dames
| No | Date       | Nom et lieu du tournoi  | Catégorie | Dotation  | Surface      | Partenaire          | Finalistes                  | Score            |          |
| -- | ---------- | ----------------------- | --------- | --------- | ------------ | ------------------- | --------------------------- | ---------------- | -------- |
| 1  | 26-09-2022 | Parma Ladies Open Parme | WTA 250   | 251 750 $ | Terre (ext.) | Miriam Kolodziejová | Arantxa Rus Tamara Zidanšek | 1-6, 6-3, [10-8] | Parcours |

### Finale en double dames
| No | Date       | Nom et lieu du tournoi        | Catégorie | Dotation  | Surface      | Vainqueures             | Partenaire   | Score    |          |
| -- | ---------- | ----------------------------- | --------- | --------- | ------------ | ----------------------- | ------------ | -------- | -------- |
| 1  | 24-07-2023 | Ladies Open Lausanne Lausanne | WTA 250   | 259 303 $ | Terre (ext.) | Anna Bondár Diane Parry | Amina Anshba | 6-2, 6-1 | Parcours |

### Titres en double en WTA 125
| No | Date       | Nom et lieu du tournoi           | Catégorie | Dotation  | Surface      | Partenaire      | Finalistes                    | Score             |          |
| -- | ---------- | -------------------------------- | --------- | --------- | ------------ | --------------- | ----------------------------- | ----------------- | -------- |
| 1  | 29-04-2024 | Open 35 de Saint-Malo Saint-Malo | WTA 125   | 115 000 $ | Terre (ext.) | Amina Anshba    | Estelle Cascino Carole Monnet | 7-67, 2-6, [10-5] | Parcours |
| 2  | 17-03-2025 | Megasaray Hotels Open 1 Antalya  | WTA 125   | 115 000 $ | Terre (ext.) | Maja Chwalińska | Jesika Malečková Miriam Škoch | 4-6, 6-3, [10-2]  | Parcours |

### Finales en double en WTA 125
| No | Date       | Nom et lieu du tournoi          | Catégorie | Dotation  | Surface      | Vainqueures                   | Partenaire         | Score            |          |
| -- | ---------- | ------------------------------- | --------- | --------- | ------------ | ----------------------------- | ------------------ | ---------------- | -------- |
| 1  | 10-07-2023 | Grand Est Open 88 Contrexéville | WTA 125   | 115 000 $ | Terre (ext.) | Cristina Bucșa Alena Fomina   | Amina Anshba       | 4-6, 6-3, [10-7] | Parcours |
| 2  | 24-03-2025 | Megasaray Hotels Open 2 Antalya | WTA 125   | 115 000 $ | Terre (ext.) | María Carlé Simona Waltert    | Maja Chwalińska    | 3-6, 7-5, [10-3] | Parcours |
| 3  | 14-04-2025 | Oeiras Ladies Open Oeiras       | WTA 125   | 115 000 $ | Terre (ext.) | Francisca Jorge Matilde Jorge | Patricia Maria Țig | 6-1, 6-2         | Parcours |

## Parcours en Grand Chelem

### En simple dames
N'a jamais participé à un tableau final.

### En double dames
| Année | Open d'Australie | Open d'Australie | Internationaux de France                                                             | Internationaux de France                                                                 | Wimbledon                                                                           | Wimbledon | US Open | US Open |
| ----- | ---------------- | ---------------- | ------------------------------------------------------------------------------------ | ---------------------------------------------------------------------------------------- | ----------------------------------------------------------------------------------- | --------- | ------- | ------- |
| 2023  | —                | —                | 1er tour (1/32) A. Gámiz \|\| style="text-align:left;" \| A. Parks P. Stearns        | 2e tour (1/16) A. Gámiz \|\| style="text-align:left;" \| C. Gauff J. Pegula              | 1er tour (1/32) L. Davis \|\| style="text-align:left;" \| G. Dabrowski E. Routliffe |           |         |         |
| 2024  | —                | —                | 1/8 de finale A. Anshba \|\| style="text-align:left;" \| S. Errani J. Paolini        |                                                                                          |                                                                                     |           |         |         |
| 2025  | —                | —                | 2e tour (1/16) Y. Starodubtseva \|\| style="text-align:left;" \| T. Babos L. Stefani | 2e tour (1/16) I. Shymanovich \|\| style="text-align:left;" \| I. Khromacheva F. Stollár |                                                                                     |           |         |         |

N.B. : le nom de la partenaire se trouve sous le résultat ; les noms des ultimes adversaires se trouvent à droite.

## Classements WTA en fin de saison
| Année          | 2016 | 2017 | 2018 | 2019 | 2020 | 2021 | 2022 | 2023 | 2024 |
| Rang en simple | 1035 | 790  | 417  | 364  | 376  | 555  | 1133 | –    | –    |
| Rang en double | 1074 | 841  | 448  | 167  | 157  | 169  | 81   | 99   | 105  |

Source : (en) Classements de Anastasia Dețiuc sur le site officiel de la Fédération internationale de tennis